# Banara glauca
Banara glauca là một loài thực vật có hoa trong họ Liễu. Loài này được (Kunth) Benth. mô tả khoa học đầu tiên năm 1861.